# Rua 7 de Abril
La rua 7 de Abril (en portugués: rua Sete de Abril) es una calle ubicada en el distrito de República de la zona central de la ciudad de São Paulo, Brasil. Inicia en la Rua Coronel Xavier de Toledo y termina en la Avenida Ipiranga, frente a la Praça da República.

## Historia
Existen registros de origen de la calle entre los años 1786 y 1798. En esa época era gobernador de la Capitanía de San Pablo el capitán general Bernardo José de Lorena, quinto Conde de Sarzedas El coordinó la reconstrucción de un pequeño puente sobre el río Anhangabaú que fue conocido como "Ponte do Lorena". En frente al puente se abrió una calle que fue llamada como "calle nueva del puente de Lorena" (en portugués: "rua nova da Ponte do Lorena")
Años después, la población de la ciudad ya la llamaba como "rua da Palha", probablemente en referencia a los techos de las casas que estaban hechas de paja (en portugués: "palha"), técnica muy común en las áreas rurales ya que, en los primeros años del siglo XIX, en la zona habían casas humildes y chozas habitadas por personas muy pobres y, luego de 1828, por estudiantes de la Facultad de Derecho. 

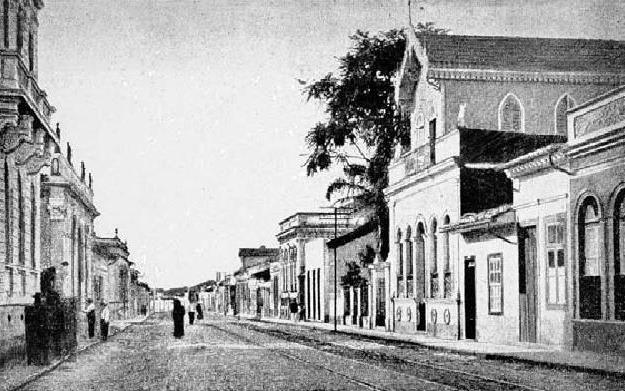
Aspecto de la rua 7 de Abril (c.1895).

El nombre 7 de Abril fue sugerido por primera vez en 1831 por el concejal Cândido Gonçalves Gomide refiriéndose a la abdicación de Don Pedro I al trono brasileño. Por eso, sugirió que ese nombre fuese aplicado a la antigua calle del Rosario, hoy rua 15 de Noviembre, pero como el cambio no fue aceptado, el nombre fue dado al Ponte do Lorena, sin embargo, terminó siendo olvidado por la población en general.
En 1865, por propuesta del concejal Malaquias Rogério de Salles Guerra, la Cámara Municipal aprobó el nombre de Largo 7 de Abril para la actual Praça da República. Por eso, en 1873, el concejal Alves Pereira sugirió el cambio del nombre de la rua da Palha a "rua 7 de Abril" ya que dirigía hacia el largo del mismo nombre. Este cambio fue aprobado y la denominación fue oficilaizada por el Acto N° 972 del 24 de agosto de 1916.
En esta calle estuvo la primera sede del MASP. En ese mismo edificio se emitió la primera transmisión de una emisora televisiva en América Latina (TV Tupi) en 1950.